# 1. Damen-Basketball-Bundesliga
Il 1. Damen-Basketball-Bundesliga (1. DBBL) è il massimo campionato della Germania di pallacanestro femminile.

## Storia
Il primo campionato fu organizzato nel 1947 dalla Federazione cestistica della Germania.
Dal 2001 viene gestito dalla Damen-Basketball-Bundesligen, sia il primo che il secondo livello (2. Damen-Basketball-Bundesliga).

## Partecipanti
Le undici squadre nella stagione 2022-23 sono:
- Alba Berlino (promossa dalla 2. DBBL)
- BC Pharmaserv Marburg
- BG Donau-Ries (come Eigner Angels Nördlingen)
- Eisvögel USC Freiburg (detentore)
- GiroLive-Panthers Osnabrück
- GISA LIONS SV Halle
- Herner TC
- Saarlouis Royals
- Rheinland Lions (finalista)
- Stars Keltern
- TK Hannover

## Albo d'oro
- 1947: TC Jahn 1883 Munich
- 1948: TC Jahn 1883 Munich
- 1949: TSC Spandau 1880
- 1950: TC Jahn 1883 Munich
- 1951: TC Jahn 1883 Munich
- 1952: Turnerbund Heidelberg
- 1953: Neuköllner SF
- 1954: TSG Heidelberg 1846
- 1955: Heidelberger TV 1846
- 1956: Heidelberger TV 1846
- 1957: Heidelberger TV 1846
- 1958: Heidelberger TV 1846
- 1959: Heidelberger TV 1846
- 1960: Heidelberger TV 1846
- 1961: TV Augsburg 1847
- 1962: TV Gross-Gerau
- 1963: Heidelberger TV 1846
- 1964: TV Augsburg 1847
- 1965: ATV 1877 Düsseldorf
- 1966: TSV Schwaben Augsburg
- 1967: ATV 1877 Düsseldorf
- 1968: 1. SC 05 Göttingen
- 1969: VfL Lichtenrade
- 1970: 1. SC 05 Göttingen
- 1971: 1. SC 05 Göttingen
- 1972: 1. SC 05 Göttingen
- 1973: Heidelberger SC

- 1974: 1. SC 05 Göttingen
- 1975: DJK Agon 08 Düsseldorf
- 1976: Düsseldorfer BG
- 1977: Düsseldorfer BG
- 1978: Bayer Leverkusen
- 1979: Bayer Leverkusen
- 1980: DJK Agon 08 Düsseldorf
- 1981: DJK Agon 08 Düsseldorf
- 1982: DJK Agon 08 Düsseldorf
- 1983: DJK Agon 08 Düsseldorf
- 1984: DJK Agon 08 Düsseldorf
- 1985: DJK Agon 08 Düsseldorf
- 1986: DJK Agon 08 Düsseldorf
- 1987: DJK Agon 08 Düsseldorf
- 1988: DJK Agon 08 Düsseldorf
- 1989: BTV 1846 Wuppertal
- 1990: DJK Agon 08 Düsseldorf
- 1991: DJK Agon 08 Düsseldorf
- 1992: Lotus Munich
- 1993: BTV 1846 Wuppertal
- 1994: BTV 1846 Wuppertal
- 1995: BTV 1846 Wuppertal
- 1996: BTV 1846 Wuppertal
- 1997: BTV 1846 Wuppertal
- 1998: BTV 1846 Wuppertal
- 1999: BTV 1846 Wuppertal
- 2000: BTV 1846 Wuppertal

- 2001: BTV 1846 Wuppertal
- 2002: BTV 1846 Wuppertal
- 2003: BC Marburgo
- 2004: TSV 1880 Wasserburg
- 2005: TSV 1880 Wasserburg
- 2006: TSV 1880 Wasserburg
- 2007: TSV 1880 Wasserburg
- 2008: TSV 1880 Wasserburg
- 2009: Saarlouis Royals
- 2010: Saarlouis Royals
- 2011: TSV 1880 Wasserburg
- 2012: Wolfenbüttel Wildcats
- 2013: TSV 1880 Wasserburg
- 2014: TSV 1880 Wasserburg
- 2015: TSV 1880 Wasserburg
- 2016: TSV 1880 Wasserburg
- 2017: TSV 1880 Wasserburg
- 2018: Rutronik Stars Keltern
- 2019: Herner TC
- 2020: non assegnato
- 2021: Rutronik Stars Keltern
- 2022: Eisvögel USC Freiburg
- 2023: Rutronik Stars Keltern
- 2024: Alba Berlino[2]
- 2025: Stars Keltern[3]

## Vittorie per club
| Squadra                  | Città                 | Titolo | Anno                                                                   |
| ------------------------ | --------------------- | ------ | ---------------------------------------------------------------------- |
| DJK Agon 08 Düsseldorf   | Düsseldorf            | 12     | 1975, 1980, 1981, 1982, 1983, 1984, 1985, 1986, 1987, 1988, 1990, 1991 |
| Barmer TV 1846 Wuppertal | Wuppertal             | 11     | 1989, 1993, 1994, 1995, 1996, 1997, 1998, 1999, 2000, 2001, 2002       |
| TSV Wasserburg           | Wasserburg am Inn     | 11     | 2004, 2005, 2006, 2007, 2008, 2011, 2013, 2014, 2015, 2016, 2017       |
| Heidelberger TV 1846     | Heidelberg            | 7      | 1955, 1956, 1957, 1958, 1959, 1960, 1963                               |
| 1. SC Göttingen 05       | Gottinga              | 5      | 1968, 1970, 1971, 1972, 1974                                           |
| TS Jahn 1887 München     | Monaco di Baviera     | 4      | 1947, 1948, 1950, 1951                                                 |
| Stars Keltern            | Keltern               | 4      | 2018, 2021, 2023, 2025                                                 |
| TV Augsburg 1847         | Augusta               | 2      | 1961, 1964                                                             |
| ATV Düsseldorf           | Düsseldorf            | 2      | 1965, 1967                                                             |
| Düsseldorfer BG ART/TVG  | Düsseldorf            | 2      | 1976, 1977                                                             |
| TSV Bayer 04 Leverkusen  | Leverkusen            | 2      | 1978, 1979                                                             |
| Saarlouis Royals         | Saarlouis             | 2      | 2009, 2010                                                             |
| TSC Spandau 1880         | Berlino               | 1      | 1949                                                                   |
| Turnerbund Heidelberg    | Heidelberg            | 1      | 1952                                                                   |
| Neuköllner Sportfreunde  | Berlino               | 1      | 1953                                                                   |
| TSG Heidelberg 1846      | Heidelberg            | 1      | 1954                                                                   |
| TV Groß-Gerau            | Groß-Gerau            | 1      | 1962                                                                   |
| TSV Schwaben Augsburg    | Augusta               | 1      | 1966                                                                   |
| VfL Lichtenrade          | Berlino               | 1      | 1969                                                                   |
| Heidelberger SC          | Heidelberg            | 1      | 1973                                                                   |
| München Basket           | Monaco di Baviera     | 1      | 1992                                                                   |
| BC Marburg               | Marburgo              | 1      | 2003                                                                   |
| Wolfenbüttel Wildcats    | Wolfenbüttel          | 1      | 2012                                                                   |
| Herner TC                | Herne                 | 1      | 2019                                                                   |
| Eisvögel USC Freiburg    | Friburgo in Brisgovia | 1      | 2022                                                                   |
| Alba Berlino             | Berlino               | 1      | 2024                                                                   |